# Henryk Gruth

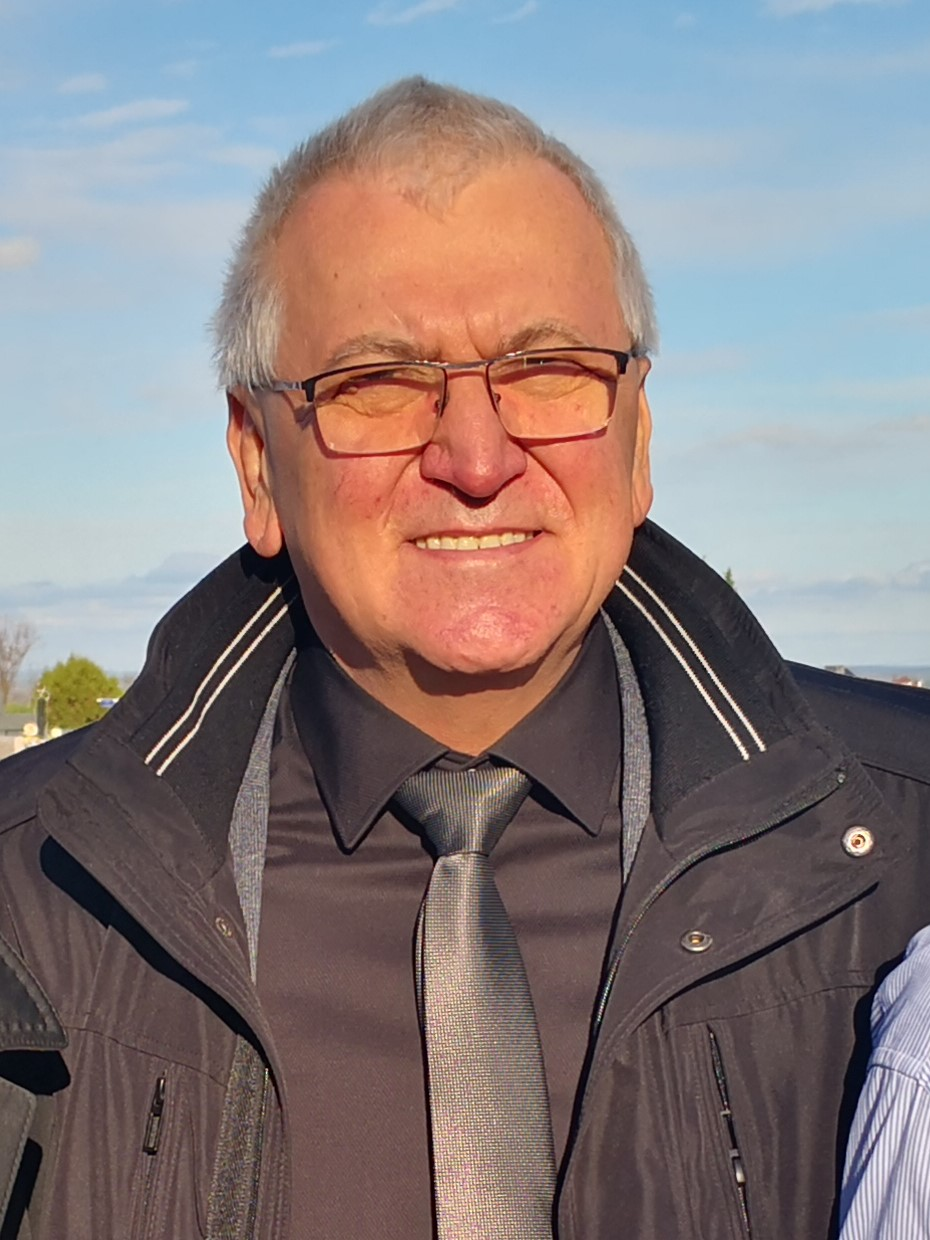
Henryk Gruth, Busko-Zdrój, 4 listopada 2023 r.

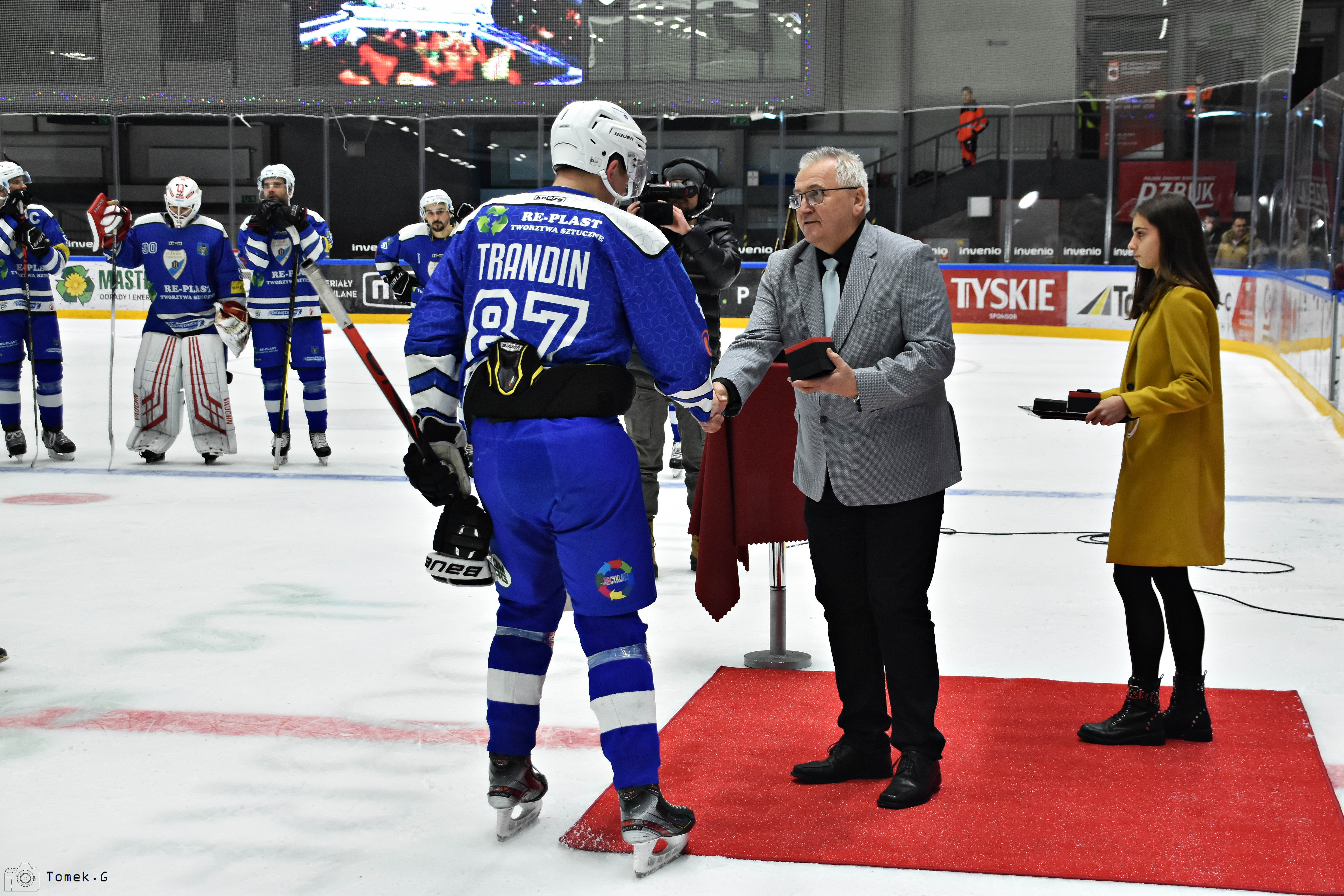
Henryk Gruth (z prawej) po finale Pucharu Polski 2019. Obok Aleksiej Trandin

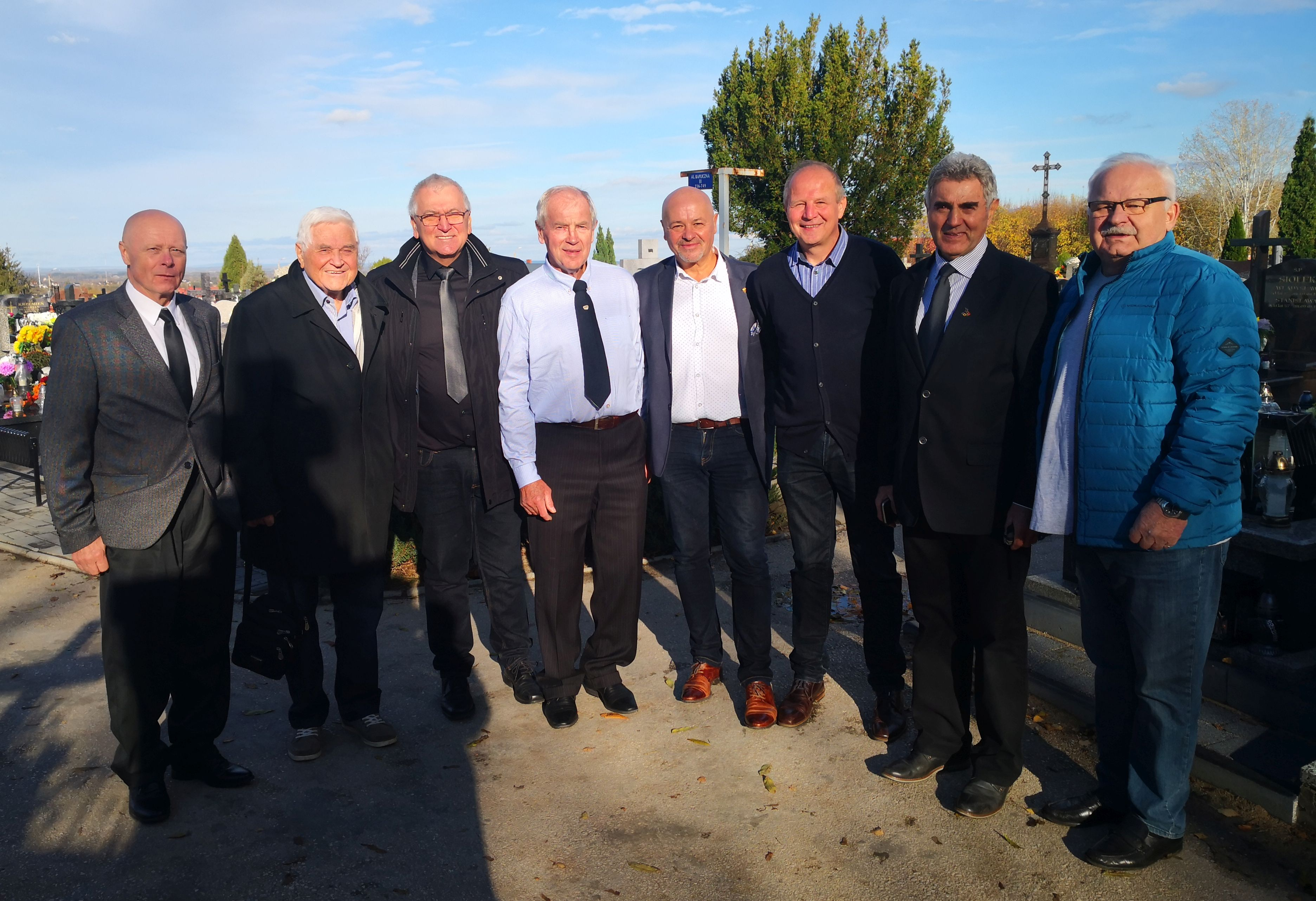
Marek Marcińczak, Leszek Lejczyk, Henryk Gruth, Mieczysław Jaskierski, Gabriel Samolej, Jacek Szopiński, Józef Batkiewicz i Mieczysław Nahuńko (w kolejności od lewej do prawej) uczestniczyli w ostatnim pożegnaniu hokeisty i trenera Jerzego Mruka na cmentarzu w Busku-Zdroju 4 listopada 2023 r.

Henryk Jerzy Gruth (ur. 2 września 1957 w Nowym Bytomiu) – polski hokeista, czterokrotny olimpijczyk, trener.

## Życiorys
Urodził się w Halembie, wówczas w Nowym Bytomiu, obecnie dzielnicy Rudy Śląskiej w rodzinie Józefa i Marii z d. Zdebel. Absolwent Liceum Ogólnokształcącego w Rudzie Śląskiej (1976) oraz AWF w Katowicach (1987, kierunek wychowanie fizyczne).

## Kariera sportowa
Jeden z najwybitniejszych zawodników w historii polskiego hokeja na lodzie. Podczas 22 sezonów w polskiej I lidze rozegrał 628 mecze (4. miejsce w klasyfikacji wszech czasów), strzelając 134 gole. W latach 1983 i 1988 zdobywca Złotego Kija dla najlepszego hokeisty w kraju.
W reprezentacji Polski zadebiutował jako 17-letni junior w 1974. W latach 1974-1994 wystąpił 248 razy (rekordzista kadry), zdobywając 54 bramki i 109 punktów w klasyfikacji kanadyjskiej. Kapitan reprezentacji w latach 1982–1994.
Czterokrotny uczestnik igrzysk olimpijskich: Lake Placid 1980, Sarajewo 1984, Calgary 1988, Albertville 1992. Dwukrotny chorąży polskiej ekipy olimpijskiej: w 1988 i 1992. Uczestnik 15 turniejów Mistrzostw Świata w latach 1975-1993.
Po wygraniu przez Polskę turnieju mistrzostw świata Grupy B w 1985 i uzyskanym awansie do Grupy A został odznaczony Brązowym Medalem za Wybitne Osiągnięcia Sportowe.
Po zakończeniu czynnego uprawiania hokeja zaczął pracować jako trener. W latach 1994–1996 pełnił funkcję asystenta selekcjonera narodowej kadry Polski Władimira Safonowa, po czym w 1996 wyjechał do Niemiec. W 1997 trafił do Szwajcarii, gdzie początkowo prowadził tamtejsze kluby trzecioligowe i drugoligowe. Ostatecznie trafił do ekstraligowego ZSC Lions, w którym przez trzy lata szkolił pierwszy zespół seniorów, a później zajął się opracowywaniem koncepcji i nadzorowaniem szkolenia młodzieży, trenowaniem grup juniorskich oraz asystowaniem szkoleniowcowi drugiej drużyny seniorów. W sezonie 1994/1995 pełnił funkcję asystenta głównego trenera pierwszej drużyny seniorów, która zdobyła wicemistrzostwo Szwajcarii. Podczas jego pracy drużyna juniorska zdobyła siedmiokrotnie mistrzostwo w lidze Elite A podczas 10 sezonów. W 2020 zakończył pracę w klubie ZSC i postanowił powrócić do Polski.
W 2006 – jako pierwszy i jedyny do tej pory Polak – został przyjęty do Galerii Sławy IIHF Międzynarodowej Federacji Hokeja na Lodzie.

## Życie prywatne
Działacz samorządowy w Tychach. Żonaty z Danutą, ojciec trojga dzieci.
27 września 2007 otrzymał tytuł honorowego obywatela Rudy Śląskiej.

## Sukcesy
Reprezentacyjne
- Awans do mistrzostw świata Grupy A: 1978, 1985, 1987, 1991

Indywidualne
- Mistrzostwa Świata w Hokeju na Lodzie 1987#Grupa B:
  - Skład gwiazd turnieju[9]
- Mistrzostwa Świata w Hokeju na Lodzie 1989#Grupa A:
  - Jeden z trzech najlepszych zawodników reprezentacji w turnieju[10]
- Zdobywca Złotego Kija dla najlepszego polskiego hokeisty (1983, 1988)
- wicemistrz Polski (GKS Tychy, 1988)